# Turespaña
L’Institut du tourisme d'Espagne (en espagnol : Instituto de Turismo de España, Turespaña) est l'organisme public du gouvernement espagnol chargé de la promotion touristique de l'Espagne à l'extérieur.
Il est créé en 1985 sous le nom d'Institut national de promotion du tourisme, prenant son nom actuel en 1990.